# Kofun

Kofun (古墳, fra kinesisk-japansk "gammel grav") er megalitgrave eller tumuli (gravhøje) i Nordøstasien. Kofun blev hovedsageligt bygget på den japanske øgruppe fra midten af det 3. århundrede til begyndelsen af det 7. århundrede e.v.t..
Gravhøjene har lagt navn til Kofunperioden, som er betegnelsen for den sidste del af Japans forhistoriske tid, dvs. ca. 300-600 e.v.t. Mange kofun har karakteristiske nøglehulsformede høje. Mozu-Furuichi-kofungun- eller tumulus-klyngerne blev optaget på UNESCOs verdensarvsliste i 2019, mens bl.a. Ishibutai Kofun er på UNESCOs tentative liste.

## Oversigt
Kofun tumuli har antaget forskellige former gennem historien. Den mest almindelige type kofun er kendt som en zenpō-kōen-fun (前方後円墳) , som er formet som et nøglehul, der har en firkantet ende og en cirkulær ende, set fra oven. Der er også cirkulære (empun (円墳)) og firkantede (hōfun (方墳)) kofun og og kofun af form som "to sammenføjede rektangler" (zenpō-kōhō-fun (前方後方墳)). En kofuns orientering kan variere. For eksempel vender alle i Saki-kofun-gruppen mod nord, mens det samme ikke er tilfældet i Yanagimoto-kofun-gruppen. Der blev hyppigt opstillet Haniwa, terrakottafigurer, over og i omgivelserne for at afgrænse og beskytte de hellige områder.
I størrelse spænder kofun fra nogle få meter til en længde på over 400 m. Den største, som er blevet tilskrevet kejser Nintoku, er Daisen Kofun i Sakai.
Begravelseskammeret var placeret under den runde del og omfattede en gruppe megalitter. I 1972 blev den uberørte Takamatsuzuka-grav fundet i Asuka, og nogle detaljer om opdagelsen blev afsløret. Inde i de tæt sammensatte klipper var der klistret hvidt kalkpuds, og farvede billeder viste hoffets 'Asuka-skønheder' samt stjernebilleder. En stenkiste blev anbragt i kammeret, og tilbehør, sværd og bronzespejle blev lagt både inden i og udenfor kisten. Vægmalerierne er blevet udpeget som nationale skatte, og gravgodset som vigtig kulturejendom, mens tumulusen er et særligt historisk sted.

### Steder og antal
Kofun-gravhøje og deres rester er blevet fundet over hele Japan, inklusive fjerntliggende øer som Nishinoshima.
I alt 161.560 kofun-gravsteder var blevet fundet i 2001. Hyōgo-præfekturet har flest af alle præfekturer (16.577 steder), og Chiba-præfekturet har næstflest (13.112 steder).

## Historie

### Yayoi-perioden
De fleste af høvdingegravene i Yayoi-perioden var firkantede høje omgivet af grøfter. Det mest bemærkelsesværdige eksempel i den sene Yayoi-periode er Tatetsuki Mound Tomb i Kurashiki, Okayama. Højen er omkring 45 meter bred og 5 meter høj og har et skaktkammer. Ødelagte stykker af Tokushu-kidai, cylindrisk lertøj, er blevet udgravet rundt om højen.
En anden udbredt type af Yayoi-periodens grave er Yosumi tosshutsugata funkyūbo, en firkantet høj med fremspringende hjørner. Disse grave blev bygget i San'in-regionen, et kystområde ud for det japanske hav. Udgravede genstande indikerer eksistensen af alliancer mellem indfødte stammer i regionen.

### Tidlig Kofun-periode
En af de første nøglehulsformede kofun blev bygget i Makimuku-området i den sydøstlige del af Nara-bassinet. Hashihaka Kofun, som blev bygget i midten af det 3. århundrede e.v.t., er 280 meter lang og 30 meter høj. Dens skala er tydeligvis forskellig fra tidligere Yayoi-grave. I løbet af de næste tre årtier blev der bygget omkring 10 kofun i området, som nu kaldes Makimuku Kofun-gruppen. På bunden af en skakt blev anbragt en trækiste, og de omkringliggende mure var bygget op af flade sten. Endelig dannede megalitiske sten taget. Bronzespejle, jernsværd, magatama, lerkar og andre genstande blev fundet i god stand i uforstyrrede grave. Nogle forskere antager, at den begravede person i Hashihaka kofun var den gådefulde gamle dronning Himiko af Yamataikoku, som er nævnt i kinesiske historiske tekster. Ifølge bøgerne blev Japan kaldt Wa, som var sammenslutningen af talrige små stammer eller lande. Konstruktionen af gigantiske kofun er resultatet af den relativt centraliserede regeringsstruktur i Nara-bassinet, muligvis oprindelsen til Yamato-politikken og den kejserlige afstamning i Japan.

### Midterste Kofun-periode
I løbet af det 5. århundrede e.v.t. begyndte konstruktionen af nøglehulskofun i Yamato-provinsen; arbejdet fortsatte i Kawachi, hvor gigantiske kofun, såsom Daisen Kofun for kejser Nintoku, blev bygget; og så i hele landet. Udbredelsen af nøglehulskofun antages generelt at være bevis på Yamato-hoffets ekspansion i denne tidsalder. Nogle hævder dog, at det blot viser udbredelsen af kulturelle forbindelser og har lidet at gøre med en politisk ekspansion.

Et par grave fra midten af Baekje-æraen er blevet udgravet omkring Yeongsan-flodbassinet i Sydkorea. Designet af disse grave er bemærkelsesværdigt anderledes. Gravene, der blev opdaget på den koreanske halvø, blev bygget mellem det 5. og 6. århundrede e.v.t. Det er stadig et åbent spørgsmål, hvem der blev begravet i disse grave, og om det eksempelvis var adel, aristokrati, krigere eller lejesoldater.
- Galleri
- Et eksempel på nøglehulsformet høj i den tidlige Kofun-periode, som blev tegnet i 3DCG. ( Gosashi Kofun (Nara-præfekturet), 4. århundrede)
- Et eksempel på nøglehulsformet høj i midterste Kofun-periode, som blev tegnet i 3DCG. (Nakatsuyama Kofun (Fujiidera, Osaka), 5. århundrede)
- Et eksempel på nøglehulsformet høj i den sene Kofun-periode, som blev tegnet i 3DCG. (Danpusan Kofun (Nagoya), 6. århundrede)

### Sen Kofun-periode
De nøglehulsformede kofun forsvandt i slutningen af det 6. århundrede e.v.t., sandsynligvis på grund af de drastiske ændringer ved Yamato-hoffet, hvor Nihon Shoki nævner introduktionen af buddhismen i denne æra.